# Ковані слова
«Ко́вані слова́» — неологізми, індивідуальні новотвори, що їх штучно створювали українські письменники XIX—XX ст., переважно в тих випадках, коли доводилося описувати нові явища та поняття, для яких в українській літературній мові до того були відсутні потрібні мовні засоби.
Метафору кування для витворення інноваційної лексики вживали з другої половини XIX ст., початково з осудливим відтінком. Новостворювані слова одержали назву «ковані» через те, що часто ці неологізми утворювали за неактивними чи невластивими народній мові словотвірними моделями. Вислів особливо поширився на початку 1880-х років у зв'язку з перекладацькою діяльністю М. Старицького. «Ковані слова» з'являлися в перекладах, в публіцистичних та наукових працях. Як зауважував І. Франко, вони викликали критику переважно з боку тих, хто прагнули обмежити стилістичну різноманітність української мови народним просторіччям і рамками «хатнього вжитку».
У такий спосіб намагалися оновлювати лексичний склад української мови О. Партицький (обритвити «поголитися», тлустінь «товща», маловартниця «дрібниця»), Ф. Піскунов (дадій «стслв. датель», керуяцтво «уряд», лягівниця «спальня», набач «нагляд», віршник «поет», гойник «хірург», ма́рина «фантазія», шатоносець «броненосець»), Є. Желехівський (базич «базікало»), Є. Тимченко (виявляч «викривач», оглядність «відносність», читальність «розбірливість», літач «повітроплавець»), В. Дубровський (валець «вальс», зламач «зломник», кишенник «кишеньковий злодій», обитація «житло», оборотич «кант», папірниця «портфель», честень «пам'ятник», писало «грифель»), Я. Щоголів (заступа «оборона», нахабець, забавлянка, чутоба «чуття») та ін.
Найпослідовнішими «ковалями» були Олена Пчілка та Михайло Старицький. Їхні далеко не завжди успішні витвори викликали різку критику М. Костомарова, котрий закликав не вдаватися до «насильницького кування», і започаткував фонд для видання народного словника за останні 70 років, що зрештою мав результатом видання «Словаря» В. Науменка. Як «убивственну», «фальшиву» схарактеризував школу Старицького В. Горленко. Художник П. Мартинович намалював і поширив карикатуру на «голову київської кузні» Старицького, де з-під молотка кувателя вилітають «ковані слова», а під малюнком підпис: «Мов Борвій по хвилях тризубцем бурхає / Отак моє слово з ковадла злітає».
«Ковані слова» нерідко потрапляли в тогочасні словники. Уже 1861 року в журналі «Основа» М. Левченко в статті «Замітки про русинську термінологію» запропонував створювати наукові терміни в дусі народної мови, щоб їх міг сприймати народ. У доданому до статті словнику було наведено два десятки слів, створених самим автором (численниця «математика», винець «алкоголь» тощо).
Гострої критики через «кування» зазнав словник Ф. Піскунова. Грінченко звинуватив автора («Словниця…», 1873) в тому, що «Складається словар з випадково відкілясь насмиканих слів, з додатком сили слів роботи самого Піскунова або когось іншого, а також із невідомо нащо позичених з інших мов; джерел ніде ніяких не зазначено». Хоча Б. Грінченко зауважував, що він «більший ворог позичанню, ніж куванню». В другому виданні («Словник», 1882) критичний рецензент К. Шейковський виявив 330 слів, що їх Піскунов нібито сфабрикував сам.
Чимало «кованих» слів подається в «Російсько-українському словнику» за ред. А. Ю. Кримського.
Негативно ставилися до явища «кування» М. Костомаров, І. Нечуй-Левицький, позитивно оцінювали його як засіб збагачення лексики І. Франко, М. Грушевський, А. Кримський.
Деякі з новостворених слів, що не порушували закономірностей словотвору, згодом увійшли до словникового складу сучасної української мови. Авторами успішних неологізмів ставали Тарас Шевченко (передмова, післямова), Пантелеймон Куліш (обставина), І. Верхратський (напрям), Михайло Старицький (нестяма, мрія, чарівливий, приємність, провинність, млявий, страдниця, противага, загарт, пестовливий «пестливий», нетребство «неробство», дочасовий «передчасний»), Олена Пчілка (переможець, мистецтво, променистий), П. Грабовський (самопізнання), М. Левченко (обрій), Леся Українка (провесна, пломінь, невідборонно), Іван Франко (недвижно, невпинний, отвір, привід, припис, пречудовий, проблиск, прямовисно, свідоцтво), Іван Нечуй-Левицький (байдужість, самосвідомість, світогляд), Агатангел Кримський (зміст) та ін.